# Bijdragen tot de flora van Nederlandsch Indië
Bijdragen tot de flora van Nederlandsch Indië (Contribuciones a la flora de las Indias Neerlandesas; abreviado Bijdr. Fl. Ned. Ind.) es un libro con ilustraciones y descripciones botánicas que fue escrito por el naturalista, botánico alemán-neerlandés Carl Ludwig Blume que fue publicado en 17 partes en los años 1825-1827.